# Lac de Saint-Andéol
Der Lac de Saint-Andéol ist ein kleiner Bergsee auf dem Gebiet der Gemeinde Marchastel im Département Lozère im Westen der südfranzösischen Region Okzitanien.

## Lage
Der am Ende der letzten Eiszeit auf der Aubrac-Hochebene entstandene Lac de Saint-Andéol befindet sich – teilweise umgeben von einem ca. 1200 m hoch gelegenen Sumpfgebiet – im Süden der Gemeinde Marchastel. Im Umkreis von weniger als fünf Kilometern liegen drei weitere, aber jeweils etwas kleinere Bergseen (Lac de Born, Lac de Salhiens, Lac de Souverols).

## Geschichte
Bereits in keltischer und antiker Zeit befand sich am Seeufer ein Kultplatz. Gregor von Tours (539–594) berichtet, dass sich vor langer Zeit jedes Jahr am zweiten Sonntag im Juli ca. 4.000 bis 5.000 Menschen aus der Region hier versammelten, aßen und badeten und der Seegottheit Opfer darbrachten. Bei Ausgrabungen in den 1950er Jahren wurde einige Kultbilder (ex-votos) und die Reste eines Tempels gefunden. Erst die christlichen Missionare des Gévaudan (z. B. die hll. Andeolus und Hilarius von Mende) versuchten dem heidnischen Treiben ein Ende zu bereiten, indem sie die alten Kultstätten zerstörten bzw. sogar eine Kapelle errichten ließen. Dennoch bestanden die heidnischen Traditionen in abgemilderter Form auch in christlicher Zeit weiter – der letzte Bericht über eine solche Versammlung stammt aus dem Jahr 1867.

## Legende
Noch im 19. Jahrhundert wurde die Existenz des Sees mit einer Strafe Gottes für die Ungastlichkeit der Bewohner eines ehemals an dieser Stelle existierenden Dorfes begründet.